# MMR vakcína
MMR vakcína (z angl. measles, mumps, rubella) je kombinovaná vakcína proti spalničkám (measles), příušnicím (mumps) a zarděnkám (rubella).
Vakcínu vyvinul americký mikrobiolog Maurice Hilleman; licence pro firmu Merck & Co. byla udělena v roce 1971; i dnes (2023) patří celosvětově k jedněm z nejčastěji užívaných vakcín.[zdroj?]

## Dávkování
První dávka je obvykle podávána dětem ve věku od 9 měsíců do 15 měsíců, druhá dávka je podávána ve věku 15 měsíců až 6 let, přičemž mezi dávkami musí být rozmezí nejméně 4 týdny. 
Po dvou dávkách je chráněno 97 % očkovaných proti spalničkám, 88 % proti příušnicím a nejméně 97 % proti zarděnkám.
Vakcína je doporučována taky těm, kteří nemají imunitu, osobám s dobře kontrolovaným onemocněním HIV/AIDS a do 72 hodin po expozici spalničkami osobám, které nejsou plně imunizovány (tzv. postexpoziční profylaxe). Podává se injekčně.

## Falešné spojení s autismem
V roce 1998 publikoval britský lékař Andrew Wakefield v časopise The Lancet studii, podle níž aplikace MMR vakcíny může u dětí způsobovat autismus. V roce 2004 bylo nicméně poukázáno na nedostatky studie, která pak byla částečně (2004) a posléze i plně (2010) stažena, Wakefield byl navíc při psaní studie ve střetu zájmů, později mu byl prokázán i podvod a byl vyloučen z lékařského stavu. Pozdější studie souvislost očkování a vzniku autizmu zcela vyloučily, přesto tento mýtus v části společnosti přetrvává a projevuje se v tom, že část rodičů i nadále odmítá nechat očkovat svoje děti.